# Козій Дмитро Федорович
Козій Дмитро Федорович (*6 листопада 1894, Дорогів — †20 листопада 1978, Торонто) — український есеїст, літературознавець, редактор. Член ОУП «Слово».

## З біографії
Народився 6 листопада 1894 р. у с. Дорогів Станіславського повіту (тепер Івано-Франківської обл.) у селянській родині. Закінчив Станіславську гімназію (1913), вступив на філологічний факультет Львівського університету, проте не встиг закінчити. Був мобілізований до австрійського війська в роки Першої світової війни, потім воював у лавах УГА. У 1924 р. продовжив навчання у Львівському університеті, а закінчив у Кракові. Учителював у гімназіях м. Рогатина, Яворова. У роки Другої світової війни був редактором «Українського видавництва» у Львові. У 1962 р. емігрував до Канади, викладав на курсах українознавства у м. Торонто.
Помер 20 листопада 1978 р. у м. Торонто.
Автор праць про творчість Б. І. Антонича, М. Понеділка, Л. Костенко, М. Вінграновського та інших письменників.

## Твори
- Козій Д. Сковорода — Платон — Епікур // Слово. Збірник 5. — Едмонтон: ОУП «Слово», 1973. -С. 157—166.
- Козій Д. Філософія містерій Ґабріеля Марселя // Естафета. Збірник АДУК. — Нью-Йорк — Торонто,1974. — Ч. 2. — С. 30-42.